# Timo Pielmeier
Timo Pielmeier (ur. 7 lipca 1989 w Deggendorfie) – niemiecki hokeista, reprezentant Niemiec, olimpijczyk.
Jego brat Thomas (ur. 1987) także został hokeistą (do 2005 grali wspólnie w Jungadler Mannheim U18, a od 2015 w ERC Ingolstadt).

## Kariera klubowa

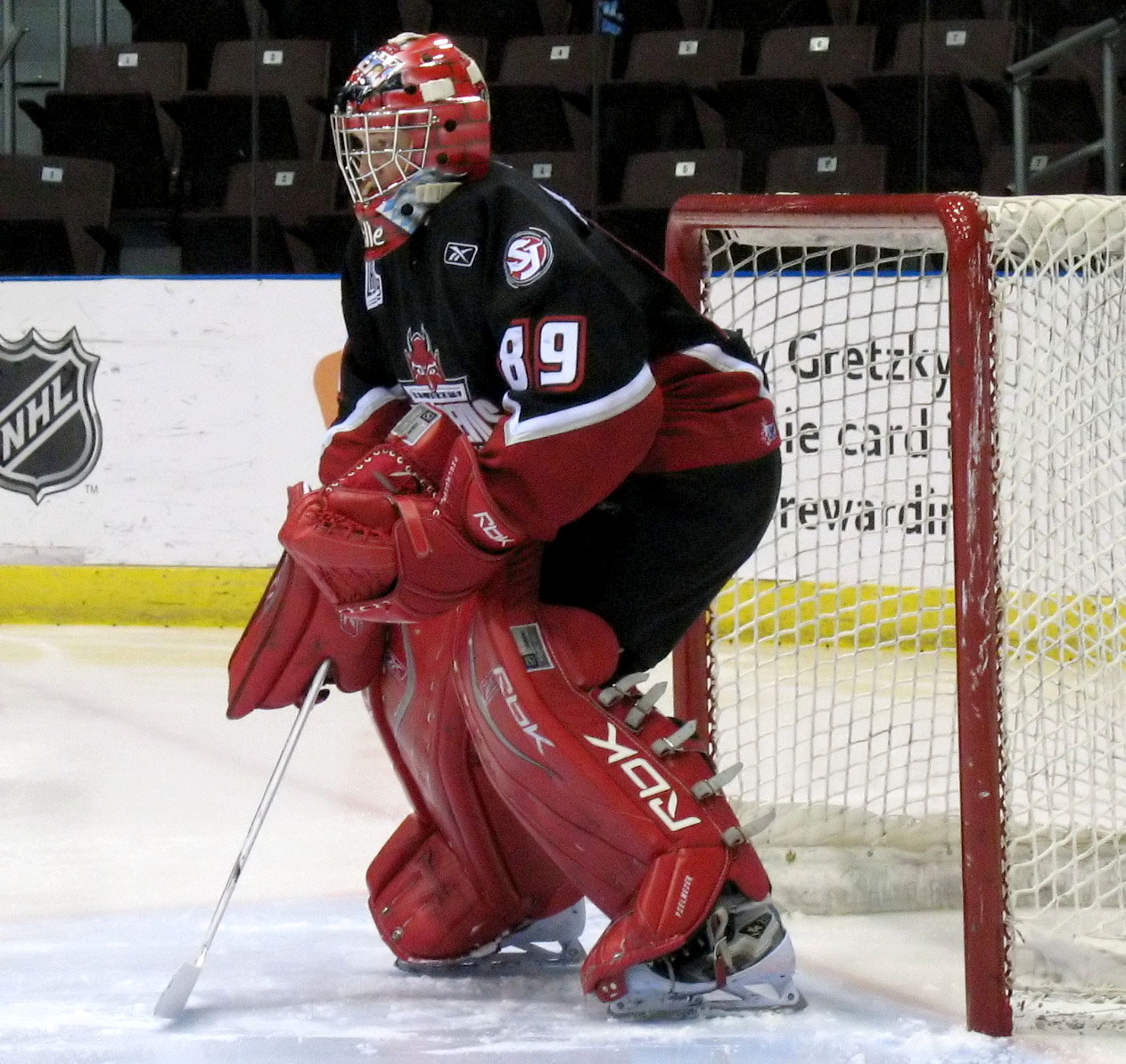
Timo Pielmeier w barwach St. John’s Fog Devils w sezonie 2008

- Jungadler Mannheim U18 (2004-2005)
- Mannheimer ERC II (2004/2005)
- Kölner EC U18 (2005-2007)
- St. John’s Fog Devils (2007-2008)
- Shawinigan Cataractes (2008-2009)
- Bakersfield Condors (2009–2010)
- Syracuse Crunch (2010–2011)
- Anaheim Ducks (2010/2011)
- Elmira Jackals (2011–2012)
- Albany Devils (2011/2012)
- Landshut Cannibals (2012–2013)
- ERC Ingolstadt (2013-2020)

Do 2007 występował w niemieckich rozgrywkach juniorskich Deutsche Nachwuchs Liga (DNL). Następnie drafcie NHL z 2007 został wybrany przez amerykański klub San Jose Sharks z numerem 83. Przez kolejne dwa sezony grał w kanadyjskiej lidze juniorskiej QMJHL, a od 2009 do 2012 przez trzy sezony grał w klubach amerykańskich rozgrywek AHL i ECHL. W międzyczasie został zawodnikiem klubu NHL, Anaheim Ducks, w barwach którego 19 lutego 2011 rozegrał swój jedyny mecz w tych rozgrywkach w sezonie 2010/2011. W grudniu 2011 został przetransferowany z Anaheim do New Jersey Devils, jednak nie zagrał w jego barwach. W 2012 powrócił do Niemiec i w sezonie 2012/2013 był zawodnikiem Landshut Cannibals w 2. Bundeslidze. Od 2013 zawodnik ERC Ingolstadt w narodowych rozgrywkach DEL. Przedłużał kontrakt z klubem o trzyma lata do 2017, a we wrześniu 2016 prolongował umowę z klubem do 2022. W lipcu 2020 informowano o jego odejściu z klubu. Ostatecznie, ponownie podano do wiadomości jego odejście w marcu 2021.

## Kariera reprezentacyjna
Został reprezentantem Niemiec. Uczestniczył w turniejach mistrzostw świata do lat 17 w 2005, 2006, do lat 18 w 2006, 2007 (Elita), mistrzostw świata juniorów do lat 20 w 2007 (Elita) 2008 (Dywizja I), 2009 (Elita). W barwach seniorskiej kadry Niemiec uczestniczył w turniejach mistrzostw świata 2015, 2016, 2018 oraz zimowych igrzysk olimpijskich 2018.

## Sukcesy
Reprezentacyjne
- Awans do MŚ do lat 20 Elity: 2008
- Srebrny medal zimowych igrzysk olimpijskich: 2018

Klubowe
- Złoty medal mistrzostw Niemiec juniorów (DNL): 2005 z Jungadler Mannheim U18, 2007 z Kölner EC U18
- Mistrzostwo dywizji ECHL: 2012 z Elmira Jackals
- Mistrzostwo konferencji ECHL: 2012 z Elmira Jackals
- Złoty medal mistrzostw Niemiec: 2014 z ERC Ingolstadt
- Srebrny medal mistrzostw Niemiec: 2015 z ERC Ingolstadt

Indywidualne
- Mistrzostwa Świata Juniorów w Hokeju na Lodzie 2008/I Dywizja#Grupa A:
  - Pierwsze miejsce w klasyfikacji skuteczności interwencji w turnieju: 91,51%[8]
  - Pierwsze miejsce w klasyfikacji średniej goli straconych na mecz turnieju: 1,31
  - Najlepszy bramkarz turnieju[9]
- ECHL 2009/2010: Mecz Gwiazd ECHL
- 2. Bundesliga niemiecka w hokeju na lodzie (2012/2013): najlepszy debiutant sezonu
- DEL (2013/2014): najlepszy debiutant sezonu